# Guvernementet Perm
Guvernementet Perm var ett guvernement i östra Ryssland, på ömse sidor om Uralbergen, 1781–1923.
Även om det i administrativt hänseende helt och hållet tillhör europeiska Ryssland, är dess östra del (nära hälften) belägen i
Sibirien, i Obs flodområde. Om de geologiska förhållandena, se Permiska systemet. Det genomskäres i norr och söder av Uralbergen, här en låg, tätt skogbevuxen ås, 50-70 km. bred, med sina högsta toppar, Denesjkin (1 633 m.) och Konsjakovski Kamen (1 462 m.), i den centrala delen (mellan 59° och 60° 30’ n. br.). Västerut utbreder landet sig till en långsamt sluttande slätt, men på östra sidan var sluttningen mycket tvärare.
Perm var det förnämsta bergverksdistriktet i Ryssland genom sin rikedom på järn, silver, platina, koppar, nickel, bly och guldförande alluviallager. Många sällsynta metaller, såsom iridium, osmium, rodium, rutenium, var funna tillsammans med de förra samt ett stort antal ädelstenar, såsom safirer, hyacinter, beryller, alexandriter, smaragder, topaser, ametister m.fl. Saltkällor förekom i väster, och mineralkällorna förtjänar också att nämnas.
Guvernementets vattendrag tillhörde Petsjora, Tobol (biflod till Ob) och Kama, var stora segelbara bifloder Tjusovaja, Sylva och Kolva var av stor vikt för transport av järngods till Ryssland. 70 procent av arealen var skogbevuxna, och endast 22 procent var odlad jord. Jordbruk och boskapsskötsel var huvudnäringar. 1901 var produktionen av guld 3 591 kg, av koppar 3 219 ton, av tackjärn 561 700 ton, och hela Rysslands platinaproduktion kom på detta guvernementet. Av gjutjärn producerar guvernementet 17 procent av hela Rysslands tillverkning. Av övrig industri förekom egentligen bara kvarnindustri, brännvins- och lädertillverkning.
Guvernementet var delat i tolv kretsar: Irbit, Jekaterinburg, Kamysjlov, Sjadrinsk, Verchoture (öster om Uralbergen), Krasnoufimsk, Kungur, Ossa, Ochansk, Perm, Solikamsk och Tjerdyn (väster om Uralbergen).
Ryssarna inträngde ganska tidigt i detta område (en del av det forna Bjarmaland), som på 1200-talet blev en del av Novgorods område och efter denna stads fall (1470-talet) annekterades av storfurstendömet Moskva. En kraftig väckelse till kolonisation och gruvdrift gav familjen Strogonov, som på 1500-talet erhöll ofantliga områden vid Kama och Tjusovaja och sedermera utbredde sin verksamhet. Den växande handeln med Sibirien gav en ny impuls åt landets utveckling. Denna handel hade sin medelpunkt i städerna Perm och Solikamsk. Även Kungur blev en framstående handelsplats. På 1600-talet blev marknaden i Irbit en centralpunkt för handeln mellan Ryssland och Sibirien. 
- Wikimedia Commons har media som rör Guvernementet Perm.